# اعتراضات ۲۰۱۰ مردم اروپا به ریاضت اقتصادی
اعتراضات مردم اروپا به ریاضت اقتصادی (۲۰۱۰) به وقایع اعتراضی گفته می‌شود که به صورت دنباله‌دار در چندین کشور اروپایی از جمله در واکنش به سیاست‌های اقتصادی رخ داده است. موج اعتراضات عمومی در کشورهای اروپایی که با تظاهرات میلیونی و اعتصاب سراسری فرانسه در آبان ۱۳۸۹ آغاز شد، به تدریج به دیگر کشورهای حوزه یورو کشانده شده است.
در ایرلند، یونان، اسپانیا، فرانسه، آلمان، انگلیس، ایتالیا و برخی کشورهای دیگر مردم به وضع بد اقتصادی و سیاست‌های مالی اتحادیه اروپا و پایین آمدن سطح زندگی اعتراض دارند.

## اعتراضات و راهپیمایی
هنگامی که هزاران نفر از تظاهر کنندگان در پایتخت‌های اروپایی در در اعتراض به اقدامات ریاضت‌های راهپیمایی کردند، مقامات رسمی در بروکسل پیشنهاد افزایش تحریم‌ها برای دولتهایی که سریعاً قادر به کاهش کسری بودجه و پرداخت بدهی خود نیستند را دادند.
در بروکسل، پلیس تخمین زد که ۵۰۰۰۰ نفر از کارگران از سراسر اروپا در منطقه شومان که بسیاری از نهادهای اتحادیه اروپا در آن قرار دارد، جمع شدند. هیچ نشانه‌ای از خشونتی که در تظاهرات یونان در سال جاری فوران کرده بود، در بروکسل مشاهده نشد و به گفته تحلیلگران، تظاهرات این چنینی تأثیر ناچیزی بر جلوگیری از دنبال کردن اقدامات ریاضتی توسط دولت‌های اروپایی خواهد داشت.
در بروکسل، معترضان با پرتاب ترقه و تکان دادن بنرهای بزرگ به اقدامات ریاضتی اعتراض کردند. بنا به گزارش روزنامه بلژیکی Le Soir، پلیس ۲۱۸ نفر را مدت کوتاهی بازداشت کرد.
شهرهای اروپا در تب و تاب وقوع اعتراضات، راه بندان، ضرب و شتم‌هایی بود که صدها هزار نفر از مردم شهرهای اروپا به خیابان‌ها در سراسر این قاره می‌آورند تا اعتراض خود را به تجاوزات بر بودجه ملی، خدمات عمومی، و شغل‌ها نشان دهند.
در یک نمایش قدرت باقی‌مانده از سوی اتحادیه‌های کارگری در دوره کازینوکاپیتالیسم و خزانهٔ خالی دولتها، کارگران و اعضای اتحادیه‌ها احتمال می‌رود که در حداقل ۱۲ شهر اروپا، اعتراضات خود را نشان دهند که در بعد ظهر آن روز با یک راهپیمایی پرجمعیت در نزدیکی دفتر مرکزی اتحادیه اروپا در بروکسل به اوج خود رسید.
احتمال می‌رود که حدود ۱۰۰۰۰۰ نفر از ۲۴ کشور در بزرگ‌ترین اعتراض در دههٔ اخیر در بروکسل شرکت کنند.
به اعتقاد خبرگزاری گاردین، روز اعتراض اروپا به منظور قدرت نمایی دوبارهٔ اتحادیه‌ها در نظر گرفته شده، اما ممکن است تنها یک عمل پر سر و صدای بی‌فایده باشد.
اتحادیه‌های کارگری می‌گویند که کارگران اروپا ممکن است بزرگ‌ترین قربانیان بحران مالی که توسط بانکداران و تاجران صورت گرفته است، باشند.
پلیس دفاتر مرکزی اتحادیه اروپا را محاصره و بانک‌ها و مغازه‌های در مسیر اعتراضات در بروکسل را مسدود کرد. اتحادیه‌ها از این روز به عنوان روز جنبش تحت شعار «ریاضت و تبعیض در کار و رشد نمی‌خواهیم.» یاد می‌کنند.
به گزارش نیک چایلدز خبرنگار بی. بی. سی در بروکسل در میان صدا و دود ترقه‌ها، معترضان با سوت و شیپور و هر وسیله‌ای که ممکن بود صدای اعتراض خود را می‌رساندند.
اتحادیه کارگران اروپا معتقد است که معترضین به منظور رساندن صدای خشم و اعتراض خود در برابر طرحهای کسری بودجه و کاهش‌ها «که می‌تواند اروپا را به سمت رکود سوق دهد»، راهپیمایی کرده‌اند. این اتحادیه معتقد است که صورت حسابها باید توسط بانکها پرداخت شود، نه کارگران.
به گزارش کریستین فریزر خبرنگار بی. بی. سی در بروکسل، کارگران بسیاری از کشورهای اروپا از اینکه تاوان اشتباهات بانکها و بخش‌های مالی را می‌دهند، ناراحت هستند. صدها هزار نفر از تظاهرات کنندگان که تعداد زیادی از آنان بادکنکها و بنرهای قرمز و سبز داشتند، به طرف ساختمانهای دفتر اتحادیه اروپا در پایتخت بلژیک حرکت کردند.

## واکنش‌ها
- جان مانکس دبیرکل اتحادیه کارگران اروپا که اعتراضات بروکسل را سازماندهی کرده است گفت: این روز بسیار سختی برای اروپاست. تقریباً تمامی دولت‌های ما در شرف شروع کاهش‌های شدید در هزینه‌های عمومی هستند. آن‌ها این کار را زمانی انجام می‌دهند که اقتصاد به رکود بسیار نزدیک شده است و قریب به یقین می‌توان گفت که به علت وقوع این کاهش‌ها، اقتصاد در حال رکود است.[۵]
- پل نیروپ راسموسن رهبر حزب سوسیالیستی اروپا که احزاب سوسیال دمکرات را در سراسر اروپا گردآوری می‌کند گفت: این هزاران نفر که امروز در خیابانهای بروکسل تظاهرات می‌کنند، همان شهروندان اروپایی معمولی سخت کوشی هستند که در اثر بحران اقتصادی مجبور بوده‌اند بار مسیولیت سنگینی را به دوش بکشند. رهبران اروپایی با توسل به راهکارهای اروپایی باید راه‌های بهبود متعادلی را مشخص کنند که نشان دهد، درسهای بحران آموخته شده و به اشتراک گذاشته شده است.[۵]
- خوزه مانوئل باروسو رئیس اتحادیه اروپا به سرمایه گذاران گفت: هیچ‌کس نباید بی عدالتی را که امروز شهروندان اروپایی حس می‌کنند دست کم بگیرد.[۵]

## دلایل تظاهرات
سیاست‌های صرفه‌جویی اقتصادی دولت‌های اروپایی باعث شده است تا کشورهای مختلف این قاره اعتصاب سراسری و تظاهرات گسترده مردم را شاهدباشند.

## پیش زمینه
سازمان بین‌المللی کار ضمن هشدار نسبت به سیاست‌های اقتصادی این کشورها اعلام داشت که در صورت تدام این برنامه‌ها، اصلاح وضعیت بیکاری در جهان ممکن نخواهد بود. این سازمان اعلام داشت برای بازگشت وضعیت بیکاری به صورت سابق به ۱۴ میلیون شغل در کشورهای ثروتنمد نیاز است.

## کشورهای ناآرام
یونان، اسپانیا، فرانسه، آلمان، انگلیس، ایتالیا و ایرلند.

## آیندهٔ واحد پول اروپا
پس از بحران مالی یونان و ایرلند که اتّحادیّهٔ اروپا را وادار به اعطای کمک به این کشورها برای نجات جایگاه یورو کرد، نگرانی‌های زیادی در محافل اروپایی در مورد آینده پول واحد این قاره به وجود آمده است.